# Furmanca, Ismail
Furmanca (în ucraineană Фурманівка, transliterat: Furmanivka) este un sat în este un sat în comuna Chilia Nouă din raionul Ismail, regiunea Odesa, Ucraina. Localitatea are populație majoritar romaneasca, fiind situata situată pe malul estic al lacului Chitai și a făcut parte din județul Cetatea Albă al României interbelice.

## Demografie
Componența lingvistică a comunei Furmanca
     Română (76,7%)
     Rusă (12,81%)
     Ucraineană (7,02%)
     Bulgară (1,91%)
     Găgăuză (1,02%)
Conform recensământului din 2001, majoritatea populației comunei Furmanca era vorbitoare de română (76,7%), existând în minoritate și vorbitori de rusă (12,81%), ucraineană (7,02%), bulgară (1,91%) și găgăuză (1,02%).

## Personalități
- Sergiu Crețu, interpret la țambal, muzician emerit.
- Semion Timoșenko (1895-1970) - mareșal al URSS, de 2 ori erou al URSS, comisar al apărării al URSS (mai 1940 - iulie 1941)